# Monilinia fructicola
Espèce
Monilinia fructicola est une espèce de champignons ascomycètes de la famille des Sclerotiniaceae. Le stade anamorphe de cette espèce est Monilia fructicola. Ce champignon est responsable d'une maladie cryptogamique, une forme de moniliose des arbres fruitiers.

## Systématique
Le nom correct complet (avec auteur) de ce taxon est Monilinia fructicola (G. Winter) Honey, 1928.
L'espèce a été initialement classée dans le genre Ciboria sous le basionyme Ciboria fructicola G. Winter, 1883.
Ce taxon porte en français les noms vernaculaires ou normalisés suivants : brûlure des rameaux des arbres fruitiers, moniliose des arbres fruitiers à noyau, pourriture brune des arbres fruitiers à noyau, rot brun des arbres fruitiers.
Monilinia fructicola a pour synonymes :
- Ciboria fructicola G.Winter, 1883
- Monilia fructicola L.R.Batra, 1991
- Sclerotinia americana Norton & Ezekiel, 1924
- Sclerotinia fructicola (G.Winter) Rehm, 1906
- Stromatinia fructigena (J.Schröt.) Boud., 1907

## Publication originale
- (en) Edwin E. Honey, « The Monilioid Species of Sclerotinia », Mycologia, Mycological Society of America (d), NYBG et Taylor & Francis, vol. 20, no 3,‎ mai 1928, p. 127 (ISSN 0027-5514 et 1557-2536, OCLC 1640733, DOI 10.1080/00275514.1928.12016909, JSTOR 3753973).